# C. T. Silver Motor Company
C. T. Silver Motor Company war ein US-amerikanischer Hersteller von Automobilen.

## Unternehmensgeschichte
Conover Thomas Silver war Autoverkäufer. Zunächst war er in Brooklyn ansässig und vertrieb Buick. 1913 war er Händler für Willys-Overland und Peerless im Großraum New York. Im Januar 1914 kaufte er ein Gebäude am Broadway in New York City. Darin betrieb er dann das Unternehmen. Neben dem Handel entstanden auch einzelne Automobile. Der Markenname lautete Silver, oftmals mit einem Zusatz. Im August 1916 kam der Handel mit Chalmers dazu und 1917 Apperson und Kissel. 1919 endete die Produktion. Silver gab das Geschäft auf.

## Fahrzeuge
Silver entwarf besondere Karosserien auf den Fahrgestellen der Marken, die er verkaufte.
Der Silver-Knight entstand 1914 auf Basis eines Willys-Knight. Darauf folgte ein Silver-Peerless. Der Silver-Overland bot Platz für sechs Personen und kostete 2200 US-Dollar.
1918 kam der Silver-Apperson auf den Markt. Er wurde auf der New York Automobile Show präsentiert und hoch gelobt. Apperson übernahm einige Designelemente für seine Fahrzeuge.
Silver-Kissel oder auch Kissel Silver Special gab es von 1918 bis 1919.